# ヤシ酒
ヤシ酒とは、ヤシから採れる液体

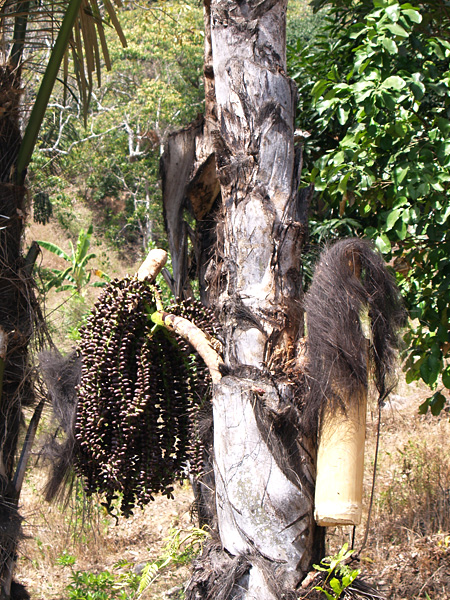
東ティモールのヤシの樹液の採取。

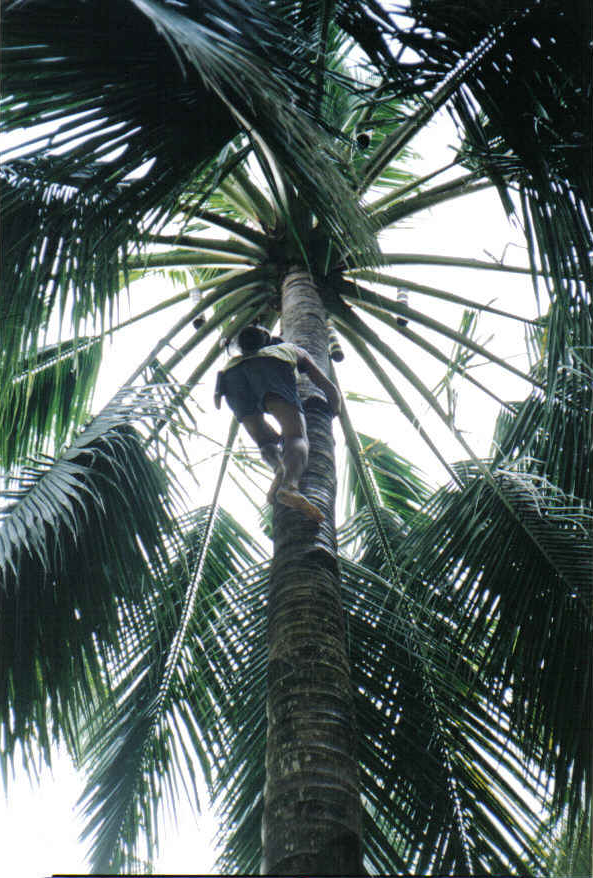
フィリピンのトディの樹液採取者

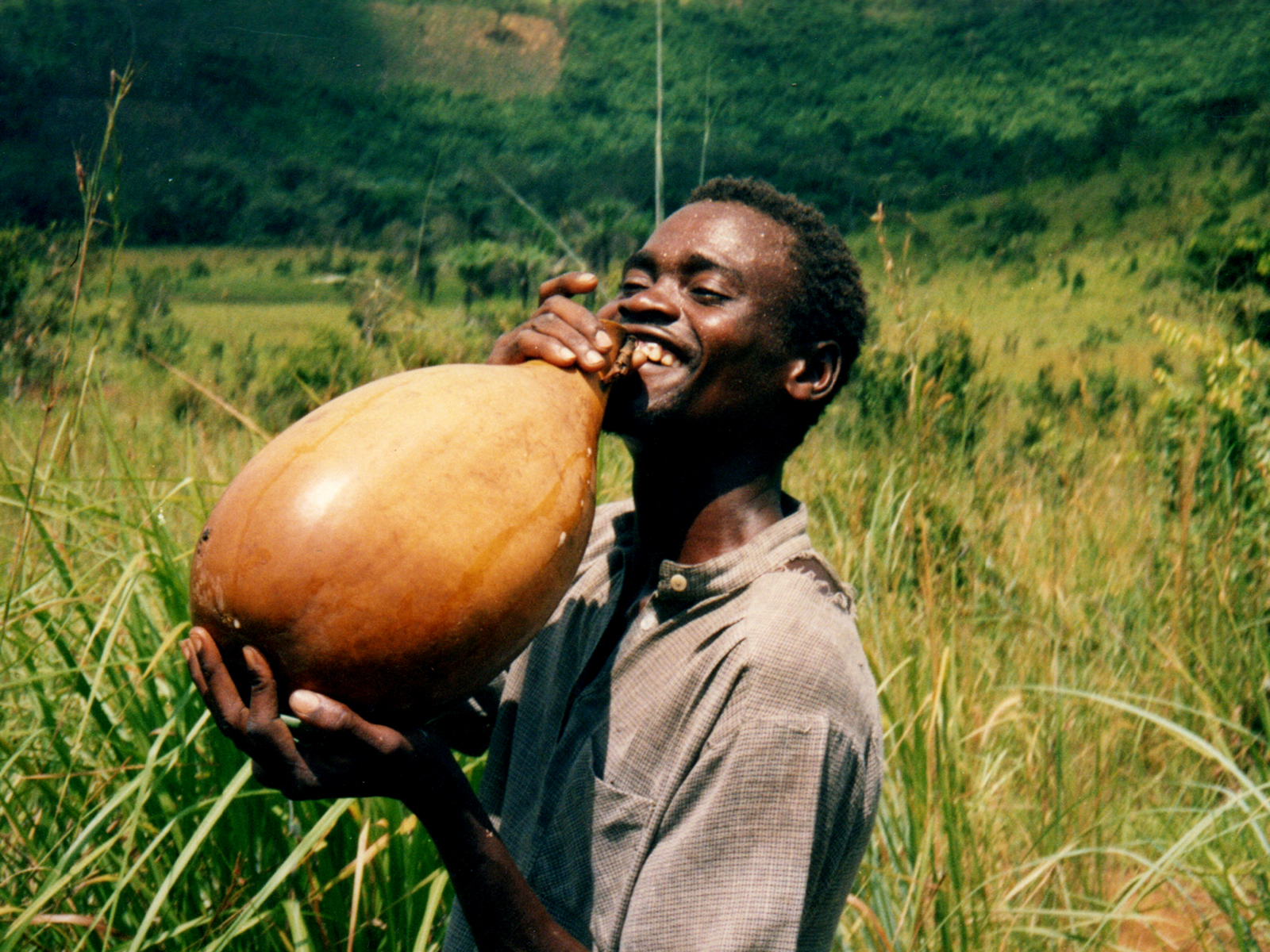
採集したヤシ酒入りのヒョウタン容器を持つ男性。コンゴ民主共和国バンデュンデュ州

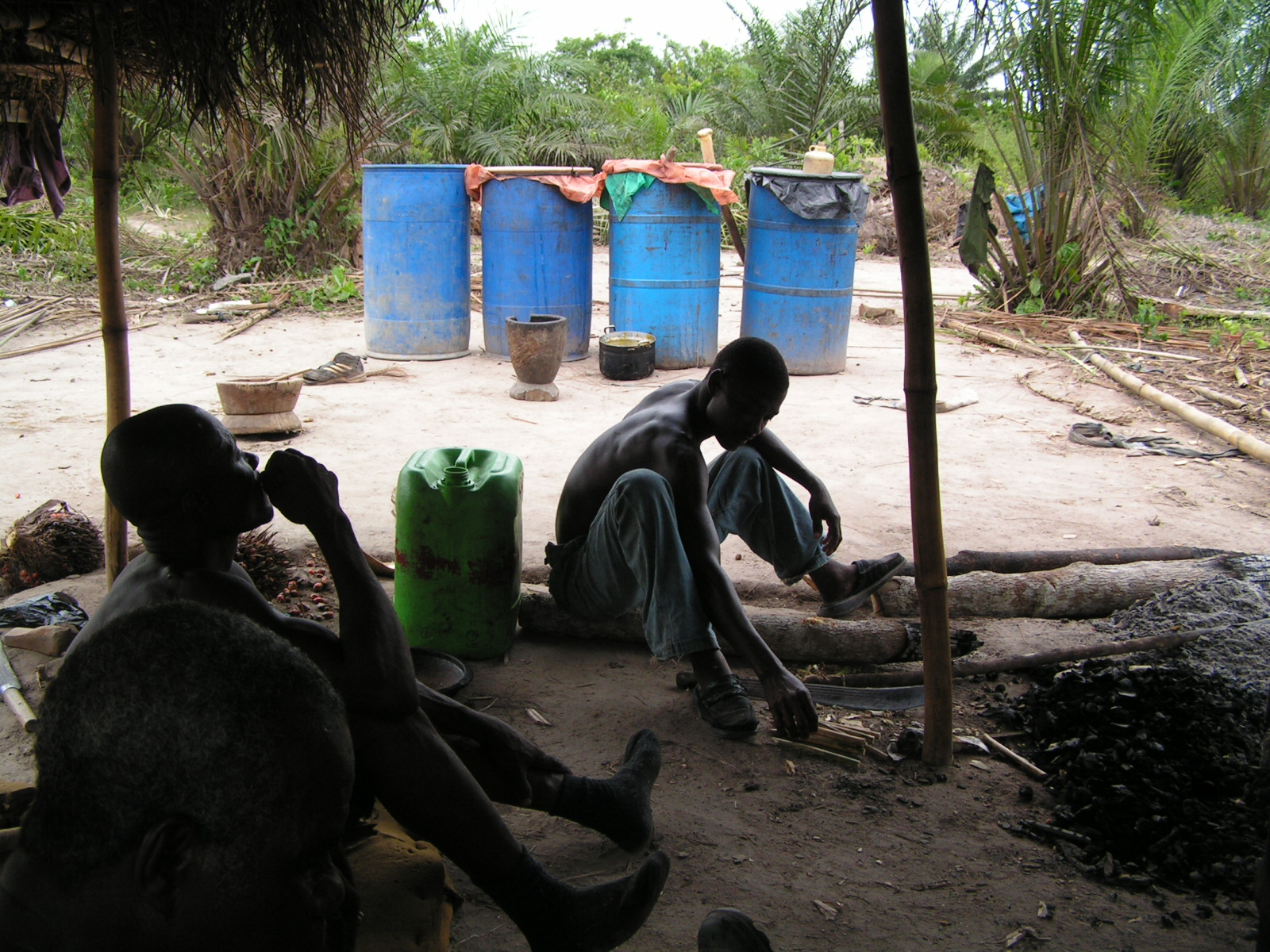
ガーナの違法なブルクツ蒸留酒

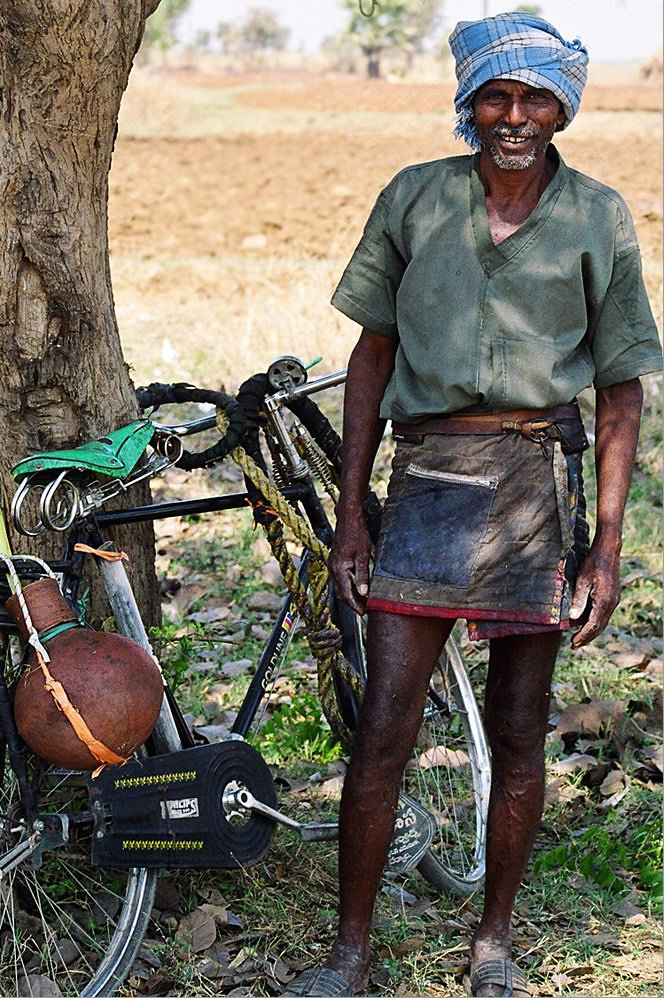
インドのケーララ州のトディ採取者

を醗酵させて作った、醸造酒の総称である。この醸造酒のヤシ酒は、パームワイン（Palm wine）とも呼ばれる。ただし、同じヤシの仲間のシュロを原料とした醸造酒であるシュロ酒は、トディ（Toddy）と呼ばれて区別される場合もある。また、醸造酒のヤシ酒を蒸留して作った蒸留酒も存在し、それもヤシ酒と呼ぶ場合もある。なお、これらのヤシ酒の生産によって、幾つか種のヤシが絶滅寸前に追い込まれるなどの悪影響が出ている

。

## 醸造酒のヤシ酒
ヤシ酒は、東南アジアやアフリカの赤道付近で比較的有名な酒であるものの、地域によって呼び名は様々である。例えば、ナイジェリアでは「emu」や「oguro」、コンゴでは「nsamba」や「malafu」、ガーナでは「nsafufuo」、インドの南部では「kallu」、スマトラ島の北部では「tuak」、ボルネオ島では「goribon」や「tuba」、フィリピンでは「tuba」と呼ばれている。また、上記の地域から外れるが、メキシコやマリアナ諸島でも「tuba」と呼ばれている。なお、トディ（シュロ酒）は、主にスリランカやミャンマーなどで消費されている。

## その他のヤシ酒
ヤシ酒には、蒸留酒も存在する。これは、醸造酒のヤシ酒とは別な名称で呼ばれ区別される。例えば、既述の通り、フィリピンには「tuba」と呼ばれているヤシ酒（醸造酒）が存在する。そして、そのフィリピンには、ヤシ酒を蒸留して作った蒸留酒も存在する

。
この蒸留酒は「ランバノグ（Lambanog）」と呼ばれて区別されている。他にも、ナイジェリアでは、醸造酒のヤシ酒は「emu」や「oguro」と呼ばれているが、蒸留酒のヤシ酒は「ogogoro」と呼ばれる。また、ガーナの南部でも蒸留酒のヤシ酒が作られているが、ガーナで醸造酒のヤシ酒が「nsafufuo」と呼ばれているのに対し、このガーナ南部で作られている蒸留酒のヤシ酒は「akpeteshi」や「burukutu」と呼ばれる。

### 似た酒
インドネシアには、ヤシから採れる液体だけで作られた蒸留酒ではないものの、ヤシから採れる液体とコメとを同時に醗酵させ、それを蒸留した酒として、「アラック（arak）」と言う蒸留酒も存在する

。

### 注意
ココナッツミルクを配合したリキュール（マリブなど）も見られるが、これは混成酒であって製法が全く異なることから、ヤシ酒とは別物と考えるべきである。

## ヤシから採取する液体について
ヤシ酒を造るためには、ヤシより液体を取り出して集める必要がある。この節では、この液体について解説する。

### 採取するヤシの種類
地域によって、好まれるヤシの種類が異なっている。東南アジアでは、ココヤシ、シュロといった種類が好まれる。アフリカでは、野生のナツメヤシ、アブラヤシ、ラフィアヤシなどが好まれる。なお、コンゴでは、液体を採取するヤシの種類によって、ヤシ酒の名称が細分化されており、アブラヤシから採取した液体で作ったヤシ酒を「ngasi」、ラフィアヤシから採取した液体で作ったヤシ酒を「dibondo」、ココヤシから採取した液体で作ったヤシ酒を「cocoti」、

などといった具合である。

### 採取法
この液体を集めるのに使用される場所として、主にヤシの花が選択される。つまり、ヤシの花を刈り取って、その場所に容器を固定することで、そこから染み出してくる、白色の糖分を含んだ液体を採取するのである。なお、時々切断箇所を焼き、この液体の採取を容易にするといったことも行われる。また、ヤシの種類によっては、その茎

の部分を傷つけることによって、この液体を採取する場合もある。

## ヤシ酒の扱い
ここではヤシ酒や、その原料であるヤシから採取した液体の扱いについて記述する。

### インドとヤシ酒
インドで、ヤシから採取した液体は、「Neera」とか「Padaneer」と呼ばれる。これは公社によって冷凍保存され備蓄される。その際、醗酵を防止するために、少量の石灰を添加している。インドでは、この液体には、沢山の栄養とカリウムが含まれていると言われている。
この液体は、採取後まもなく、空気中に浮遊している酵母によって醗酵が始まる。これだけ醗酵開始が早いのは、しばしば液体の採取に用いた容器に付着した酵母がいるためだともされる。無論、液体に酵母がそのまま利用できる糖分が含まれているから、つまり、醸造に際して糖化が不要だからでもある。こうしてできたほとんどエタノールを含まない飲料を「Neera」とか「Padaneer」と呼んでそのまま飲用する場合もあるが、これをさらに醗酵させて醸造酒とするのではなく、ここで酢酸醗酵させてしまうこともある。これは、そのような酸味のある飲料を好む者も存在するためである。
なお、インドの一部地域ではヤシから採取した液体を、粗糖を作るために、水分を蒸発させて濃縮するということをする場合もある。
さて、ヤシから採取した液体を十分に醗酵させて作ったのが、ヤシ酒の「kallu」である。この「kallu」は熟成などは行わず、醸造後すぐに飲んでしまう、保存の利かない酒でもある。「kallu」には、2つの主要なタイプが存在し、1つはシュロから作った「Thadi Kallu」、もう1つは4m50cm以下のナツメヤシから作った「Eetha Kallu」である。一般に、「Thadi Kallu」よりも「Eetha Kallu」の方が、アルコール度数が低い。この「Thadi Kallu」は料理酒としても使用され、コメで作った生地に混ぜることで、生地の醗酵と膨張を助けたりする効果がある。また、パンを柔らかくするためにも使用される。
なお、ヤシ酒に関する法律が未整備だった頃には、密造酒を造る酒造会社の中に、メタノールを混入するところもあり、中毒死などの重大な被害が発生したこともある。このようなこともあり、現在ではヤシ酒の販売などには免許が必要となっている。

### イボ族とヤシ酒
ナイジェリアを始め、アフリカ中部や西部において、イボ族が執り行う多くの儀式で、ヤシ酒が重要な役割を果たしている。例えば、結婚式の客へ、誕生祝い、葬儀においては、多量のヤシ酒がふるまわれる。さらに、イボ族の文化においてヤシ酒は、しばしば様々な身体の病に有効な薬草の薬効を上げるものとされる

。
他に、ヤシ酒を飲む前に、少量を大地にこぼすことは祖先の霊への尊敬を表す意味がある。なお、イボ族は男女の区別なくヤシ酒を楽しむが、公の場において、通常女性は男性よりも少ない量しか飲まない。